# Dipartimento di Méagui
Il dipartimento di Méagui è un dipartimento della Costa d'Avorio. È situato nella regione di Nawa, distretto di Bas-Sassandra.
Nel censimento del 2014 è stata rilevata una popolazione di 320.975  abitanti. 
Il dipartimento è suddiviso nelle sottoprefetture di Gnanmangui, Méagui e Oupoyo.